# Camilo Reijers de Oliveira
Camilo Reijers de Oliveira (Mogi Mirim, 23 februari 1999) is een Braziliaans-Nederlands voetballer die onder de naam Camilo als middenvelder speelt. In januari 2020 verruilde hij AA Ponte Preta voor Olympique Lyonnais.

## Loopbaan
Camilo kwam vanuit de jeugd in 2019 bij het eerste team van AA Ponte Preta. Hij speelde dat jaar 30 wedstrijden in de Série B waarin hij tweemaal scoorde. Begin 2020 kwam hij tweemaal uit in het Campeonato Paulista en maakte één doelpunt. Op 31 januari werd hij voor 2 miljoen euro en een doorverkooppercentage van 20% aangetrokken door Olympique Lyonnais. In maart 2021 werd hij verhuurd aan Cuiabá EC.